# Боян Първанов
Боян Георгиев Първанов е български политик от БЗНС.

## Биография
Роден е на 17 май 1914 г. в Криводол. През 1930 г. става член на ЗМС. От 1932 до 1934 г. е член на Околийското ръководство на ЗМС във Враца. Ятак на партизани. След 9 септември 1944 г. е последователно председател на Околийското ръководство, секретар и председател на Окръжното ръководство на БЗНС във Враца. Бил е заместник-председател на Изпълнителния комитет на Окръжния народен съвет. В периода 1960 – 1986 г. е член на Постоянното присъствие на БЗНС. Освен това е завеждащ отдел „Селскостопански“ при Постоянното присъствие. Председател на Градското ръководство на БЗНС в София. От 1986 г. е първи заместник-председател на Контролно-ревизионната комисия на БЗНС. Награждаван е с ордените „Георги Димитров“ и „13 века България“, както и с почетното звание „Герой на социалистическия труд“. Член е на Управителния съвет на БЗНС. Народен представител във II, III, IV, V, VI, VII, VIII и IX народни събрания..